# Коддингтон, Эдвин Фостер
Эдвин Фостер Коддингтон (англ. Edwin Foster Coddington; 24 июня 1870 — 21 декабря 1950) — американский астроном и математик. Наиболее известен как первооткрыватель кометы Коддингтона-Паули, астероидов Огайо, Феодора и Эдна, а также галактики, названной в честь него Туманностью Коддингтона.

## Биография

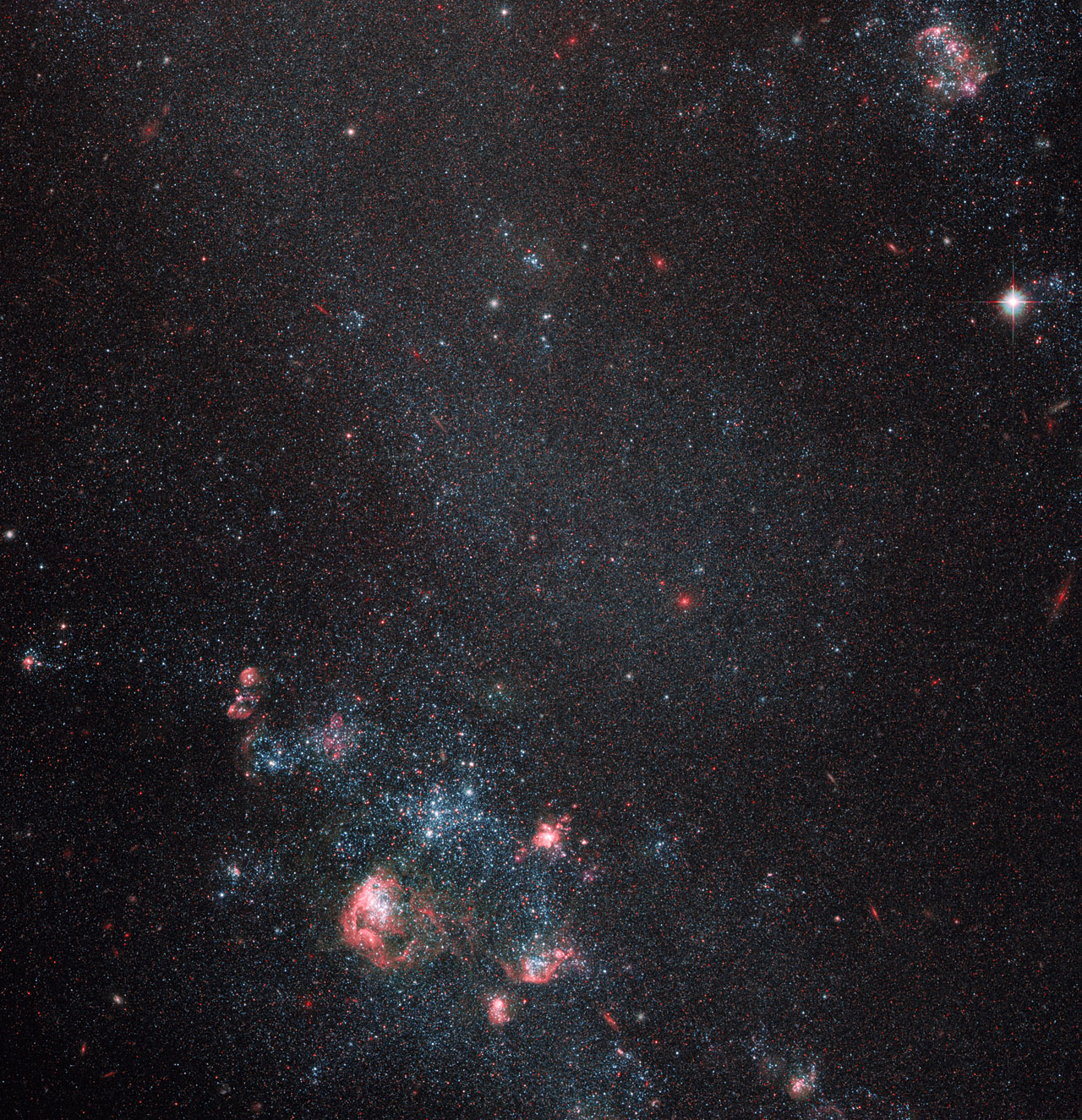
Галактика Туманность Коддингтона

Эдвин Коддингтон родился в городе Коновер (штат Огайо) в семье фермера. Его родителями были Джеймс и Джейн Коддингтоны. Школьное образование получил в публичной школе Коновера, после окончания которой учился в Университете штата Огайо, где получил степень бакалавра в 1896 году, а магистра в 1897-м.
С 1897 по 1890 год работал в Ликской обсерватории, где в апреле 1898 года открыл галактику Туманность Коддингтона (IC 2574), а в июне комету C/1898 L1 (также известную, как комета Коддингтона-Паули) и астероиды  Огайо, Феодора и Эдна. 
В 1902 году получил степень доктора философии в Берлинском университете имени Гумбольдта. 
После окончания своей работы в обсерватории вернулся в университет Огайо, где стал ассистент-профессором математики. В 1925 году занял пост профессора механики. Работал в сфере геодезии. Ушёл на пенсию в 1940 году.
Эдвин Коддингтон умер 21 декабря 1950 года в Колумбусе.